# Nina Proll
Nina Proll (Vienna, 12 gennaio 1974) è un'attrice austriaca.
Nel 1999 ha ricevuto il Premio Marcello Mastroianni alla 56ª Mostra internazionale d'arte cinematografica di Venezia.

## Filmografia parziale
- Hinterholz 8, regia di Harald Sicheritz (1998)
- Nordrand - Borgo Nord (Nordrand), regia di Barbara Albert (1999)
- Ternitz, Tennessee, regia di Mirjam Unger (2000)
- Come Sweet Death (Komm, süsser Tod), regia di Wolfgang Murnberger (2000)
- September, regia di Max Färberböck (2003)
- Antikörper, regia di Christian Alvart (2005)
- Die Quereinsteigerinnen, regia di Rainer Knepperges e Christian Mrasek (2005)
- Buddenbrooks, regia di Heinrich Breloer (2008)
- Die Kinder der Villa Emma, regia di Nikolaus Leytner (2016)
- Anna Fucking Molnar, regia di Sabine Derflinger (2017)
- Silvia Polacchi, regia di Sabine Derflinger (2017)